# Auguste-Guillaume de Prusse
Pour les articles homonymes, voir Auguste-Guillaume de Prusse (1722-1758).
 (février 2019).
Si vous disposez d'ouvrages ou d'articles de référence ou si vous connaissez des sites web de qualité traitant du thème abordé ici, merci de compléter l'article en donnant les références utiles à sa vérifiabilité et en les liant à la section « Notes et références ».
Auguste-Guillaume de Hohenzollern (en allemand August-Wilhelm von Preußen), né le 29 janvier 1887 à Potsdam, mort le 25 mars 1949 à Stuttgart, est un prince de la Maison de Hohenzollern. Durant le IIIe Reich, il fut membre du Reichstag et officier général dans la Sturmabteilung, milice du parti nazi. Il était surnommé Auwi.

## Biographie

### Famille
Auguste-Guillaume de Prusse appartient à la première branche de la Maison de Hohenzollern, cette lignée donna des princes-électeurs au Brandebourg, des rois à la Prusse et des empereurs à l'Allemagne.
Quatrième fils et enfant de Guillaume II, dernier souverain de l'Empire allemand, et de Augusta-Victoria de Schleswig-Holstein-Sonderburg-Augustenburg, Auguste-Guillaume épouse, le 22 octobre 1908, sa cousine Alexandra-Victoria de Schleswig-Holstein-Sonderbourg-Glücksbourg (1887-1957) (fille de Frédéric de Schleswig-Holstein-Sonderbourg-Glücksbourg (1855-1934)), dont il divorcera en 1920.
Un enfant est né de cette union :
- Alexandre Ferdinand de Prusse (1912-1985), qui épouse en 1938 Armgard Weygand (1912-2001), dont :
  - Étienne Alexandre de Prusse (1939-1993), qui épouse (1) en 1964 (div 1976) Heide Schmidt (1939-2019) et (2) en 1981 Hannelore-Maria Kerscher (1952).

D'où, du premier mariage : 
- Stéphanie Victoria-Louise (1966), qui épouse en 1991 Amadi Mbaraka Bao (descendance).

### Empire
Il passe son enfance et sa jeunesse avec ses frères et sœurs au Nouveau Palais de Potsdam. Il fait ses études aux universités de Bonn, Berlin et Strasbourg. En 1907, il obtient de manière douteuse son doctorat ès Sciences.
Après son mariage, il vit avec sa famille à la villa Liegnitz (de), lieu de rencontre des artistes et des savants.
Au cours de la Première Guerre mondiale, Auguste-Guillaume de Prusse est à la tête du Grand Conseil de Ruppin et réside au château de Rheinsberg. Son adjoint personnel est son ami d'enfance Hans Georg von Mackensen (de), cette amitié joue un grand rôle dans la vie du prince. Cette « passion homosexuelle » contribue à l'échec de son mariage avec la princesse Alexandra-Victoria. Auguste-Guillaume de Prusse veut divorcer mais son père refuse.

### République de Weimar

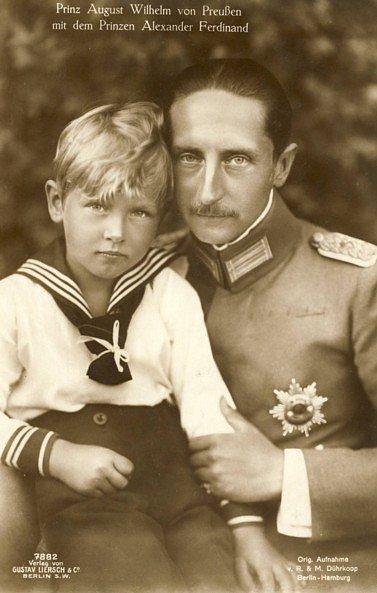
Le prince William-Auguste de Prusse et son fils, le prince Alexandre Ferdinand de Prusse, photographiés par Rudolf Dührkoop

Peu de temps après la fin de la Première Guerre mondiale, le couple princier se sépare, le divorce est prononcé en mars 1920. Les droits de garde pour leur fils sont accordés à Auguste-Guillaume de Prusse. Après son divorce et le mariage de son ami Hans Georges Manckensen avec Winfred von Neurath (fille de Konstantin von Neurath), Auguste-Guillaume de Prusse vit retiré dans sa villa de Potsdam.
Arthur Kampf lui enseigne la peinture. Passionné de photographie, Auguste-Guillaume de Prusse s'assura une source de revenus supplémentaire avec la vente de ses tirages.
Auguste-Guillaume de Prusse rejoint l'association de Casque d'acier. Après le putsch de la brasserie le 8 novembre 1923, Auguste-Guillaume de Prusse s'intéresse vivement aux discours de propagande d'un personnage alors presque inconnu, un certain Adolf Hitler. Dans les années 1930, le prince allemand écrit de longues lettres au futur chancelier de l'Allemagne nazie. Dans l'espoir d'une restauration des Hohenzollern sur le trône allemand, Auguste-Guillaume de Prusse opte pour Adolf Hitler. Au cours des années, il devient de plus en plus présent aux côtés des nazis. Il demande à son père la permission d'entrer dans le parti nazi, en le menaçant, en cas de refus, de faire sa demande à Hermann Goering. Auguste-Guillaume crée un grand malaise au sein de sa famille. Le 1er avril 1930, il fait son entrée dans le NSDAP (il en est le vingt-quatrième membre). En novembre 1931, Auguste-Guillaume de Prusse devient Brigadeführer de la SA. En raison de son soutien au nazisme, Auguste-Guillaume de Prusse est souvent la cible des médias de gauche, du diplomate français André François-Poncet, mais également du milieu nazi, en particulier de Joseph Goebbels.

### Nazisme
En 1933, Auguste-Guillaume de Prusse est député au Reichstag. Le prince allemand est un nazi convaincu, faisant des discours et écrivant des articles servant le nazisme, actif dans la Sturmabteilung où il est officier général. Le 30 juin 1939, Auguste-Guillaume de Prusse est promu SA Obergruppenführer. Plus tard, après avoir fait des remarques désobligeantes sur Joseph Goebbels, Auguste-Guillaume de Prusse perdra la faveur d'Adolf Hitler.
En février 1945, avant l'arrivée de l'Armée rouge en Allemagne, Auguste-Guillaume de Prusse se réfugie en compagnie de sa belle-sœur, la princesse Cecilie, chez sa tante, Marguerite de Prusse, à Kronberg.

### Après 1945
Au terme de la Seconde Guerre mondiale, Auguste-Guillaume de Prusse est arrêté par les Américains et incarcéré à la caserne de Ludwigsburg, ancienne caserne du 25e régiment de la Flak. En raison de son appartenance au NSDAP et à la SA, il est condamné à trois ans d'internement dans un camp de travail. Lors de sa remise en liberté en 1948, d'autres poursuites judiciaires sont entamées contre lui. Le tribunal de Potsdam lance un mandat d'arrêt contre lui. Gravement malade, il échappe aux poursuites, mais meurt le 25 mars 1949, à l'hôpital de Stuttgart. Auguste-Guillaume, francophobe acharné, est resté fidèle à l'idéologie nazie jusqu'à sa mort.
Il est inhumé au mausolée des princes de Hohenlohe-Langenbourg à Langenbourg dans le Bade-Wurtemberg.